# 普羅利斯基 (伊奇尼亞區)
50°50′54″N 32°42′43″E / 50.84833°N 32.71194°E
普羅利斯基（烏克蘭語：Проліски），是烏克蘭北部的村莊，隸屬切爾尼希夫州的普里盧基區。該村始建於1600年，面積0.59平方公里，海拔高度167米，2001年人口14，人口密度每平方公里23.7人。